# Ласточковый цветоед
Ласточковый цветоед (лат. Dicaeum hirundinaceum) — певчая птица семейства цветоедовых, обитающая в Австралии.

## Описание
Оперение самца сине-чёрное сверху и серо-белое снизу. Горло, грудь и подхвостье багрово-красные. Оперение самки бурое сверху и серо-белое снизу, подхвостье красноватого цвета.

## Распространение
Ласточковый цветоед живёт во влажных джунглях, в светлых лесах, живых изгородях и чащах в Австралии и частях Индонезии.

## Образ жизни
Птица ищет в кустах и на деревьях насекомых, нектар и плоды, прежде всего, ягоды омелы. Уже через 30 минут птицы испражняют липкие семена этих плодов неповрежденными. Птицы живут маленькими стаями.

## Размножение
С октября по март самка в одиночку сплетает вокруг веток дерева большое, куполообразное гнездо из растительного материала и паутины. Кладку из 3—4-х яиц высиживает только самка. Птенцов кормят обе родительские птицы.